# Nico Landers
Nico Landers, artiestennaam van Nico Engelander (Amsterdam, 1939), is een Nederlandse zanger.

## Loopbaan
Op 15-jarige leeftijd ging Nico Landers de bouw in als stukadoor. Hij werd daarna ook wel de zingende stukadoor genoemd. Later ging hij in de technische dienst werken bij een medisch kinderdagverblijf in Amsterdam.
Aangemoedigd door onder anderen Koos Alberts en met hulp van Cees Vermeulen nam Landers in 1985 zijn eerste singles op. Vanaf dat moment begon hij ook vaker op te treden. Zo stond hij in 1993 op de middenstip van het Olympisch Stadion in Amsterdam tijdens de voetbalwedstrijd Ajax-Auxerre. Voor een optreden in de Jaap Edenhal baarde Landers opzien door vanuit het plafond op 12 meter hoogte aan een touw naar beneden te komen.
Landers bracht in 1994 Liefde in de nacht uit, een satirische cover van John Paul Youngs Love is in the Air. De tekst werd geschreven door Mike Vincent (Cees Vermeulen) en de single werd uitgebracht onder het label Red Bullet (van Willem van Kooten). Het nummer kwam op 16 april 1994 binnen in de Mega Top 50 en stond er elf weken in, waarvan twee weken op nummer zeven. In de Nederlandse Top 40 bereikte Landers de elfde plaats.
Voortbordurend op dit succes verscheen in de zomer van 1994 Ik sta te barsten van de kou, dat opnieuw een satirische bewerking betrof van een nummer van John Paul Young (Standing In The Rain). Met deze single (en de hierna uitgebrachte singles) kon Landers het succes van Liefde in de nacht echter niet evenaren.

## Singles
- In de kroeg van ome Nelis (1985)
- M'n Annemieke (1985)
- M'n stamcafé (1985)
- Liefde in de nacht (1994)
- Ik sta te barsten van de kou (1994)
- Huil maar uit op m'n schouder (1994)
- Marcella (1994)
- Amor amor amor (1995)
- Ik heb 'n bungalow (in Ermelo) (1996)
- Hurt / Ik heb verdriet (1996)
- Niemand kent z'n eigen tijd (1996)
- De kanarie van Arie (1997)
- De deunen van Dorus! (1998)

## Hitnoteringen
| Single met eventuele hitnotering(en) in de Nederlandse Top 40 | Datum van verschijnen | Datum van binnenkomst | Hoogste positie | Aantal weken | Opmerkingen              |
| ------------------------------------------------------------- | --------------------- | --------------------- | --------------- | ------------ | ------------------------ |
| Liefde in de nacht                                            | 1994                  | 23-04-1994            | 11              | 10           | Nr. 7 in de Mega Top 50  |
| Ik sta te barsten van de kou                                  | 1994                  | 30-07-1994            | tip: 7          | -            | Nr. 43 in de Mega Top 50 |

| Album met eventuele hitnotering(en) in de Nederlandse Album Top 100 | Datum van verschijnen | Datum van binnenkomst | Hoogste positie | Aantal weken | Opmerkingen |
| ------------------------------------------------------------------- | --------------------- | --------------------- | --------------- | ------------ | ----------- |
| Het beste van 2                                                     | 1994                  | 30-04-1994            | 36              | 9            |             |